# Обердюренбах
Обердюренбах (нем. Oberdürenbach) — община в Германии, в земле Рейнланд-Пфальц. 
Входит в состав района Арвайлер. Подчиняется управлению Брольталь.  Население составляет 608 человек (на 31 декабря 2010 года). Занимает площадь 6,94 км².